# Шалль, Грегуар де
Грегуар де Шалль (фр. Grégoire Robert Challe; 17 августа 1659, Париж — 25 января 1720, Шартр) — французский писатель

, историк, путешественник.

## Биография
Родился младшим пятым сыном мелкого буржуа. В 1681 году его отец умер. При разделе наследства его обошли, ему досталась лишь 1/10 часть имущества, и он вступил в ожесточенный спор со своими двумя старшими братьями, участвовал в поединке с одним из них и ранил его. Перед угрозой лишения свободы или изгнания, выбрал последнее и уехал в Новую Францию.
С помощью дяди основал свою собственную торговую компанию, занимающуюся продажей бобровых шкур, мехов и других товаров в Акадии. В 1688 году в результате набегов английских пиратов его бизнес был разрушен. Побывав в плену у англичан, возненавидел англичан, освободившись из плена, вынужден был вернуться во Францию, поселившись в Ла-Рошели.
В 1690 году, получив должность историографа французской эскадры, отправлявшейся в кругосветное плавание, и высадившись в 1691 году в Индии, исчез, и его дальнейшие похождения вплоть до 1713 года оставались загадкой.
Вернувшись во Францию, Шалль выступил со сборником рассказов: «Les illustres françaises» (1-е изд. в Гааге, 1713; 2-е изд., там же, 1723; 3-е изд. в Париже, 1748).
За какие-то цензурные нарушения подвергся в 1719 году ссылке в Шартр, где и умер в нищете.

## Творчество
Шалль никогда не публиковался под своим собственным именем, что объясняет его безвестность до повторного открытия в 1970-х годах.
Двумя его наиболее известными работами являются «Les Illustres Françaises», анонимно опубликованный в Гааге в 1713 году, переведенный на английский язык в 1727 году под названием «Знаменитые французские любовники»; «Настоящие истории любви нескольких французских личностей». Его перу принадлежит продолжение «Дон-Кихота Ламанчского».
После его смерти, без обозначения имени автора, был издан журнал его путешествия в Восточную Индию (Journal d’un voyage fait aux Indes Orientales, 1721).

## Избранные сочинения
- Les Illustres Françaises. Histoires véritables (1713),
- Continuation de l’histoire de l’admirable Don Quichotte de La Manche (1713),
- Journal du Voyage des Indes Orientales à Monsieur Pierre Raymond,
- Journal d’un voyage fait aux Indes Orientales par une escadre de six vaisseaux commandez par M. Du Quesne, depuis le 24 février 1690, jusqu’au 20 août 1691 (3 т., 1721),
- Le Militaire philosophe, ou Difficultés sur la religion, proposées au R. P. Malebranche, prêtre de l’Oratoire, par un ancien officier, 1768,
- Difficultés sur la religion proposées au P. Malebranche par M… officier militaire dans la marine (1982).